# Історія Конотопа

Сучасний герб міста, заснований на гербі 1782 року

Конотоп, що на Сумщині, має багату історію, яка відіграла значну роль у культурному та промисловому розвитку Посем'я та Сіверщини, а також північної частини України загалом.

## Історія

### Рання історія та заснування
Найдавнішими пам'ятками Конотопщини є пам'ятки археології: тимчасові стоянки племен, поселення, кургани, городища від доби неоліту до Київської Русі. Біля села Шаповалівка у 1877—1878 рр. було знайдено кістки мамута та кам'яний ніж, які зберігаються сьогодні у краєзнавчому музеї міста.
Точний рік появи Конотопа й досі невідомий. Низка істориків вважає, що місто існувало ще до ординської навали. Так, конотопський краєзнавець Іван Лисий припускав, що пізніше на місці Конотопа існувало літописне місто Липовицьк, що було центром однойменного князівства. Крім того, археологічні дослідження 1997—1998 років допускають можливість існування тут поселення доби Чернігівського князівства.
Після занепаду Русі землі Конотопщини в XVI столітті перебували у складі Великого князівства Литовського, а внаслідок Люблінської унії 1569 року перейшли до володінь польської корони. Постійні військові суперечки та конфлікти між Річчю Посполитою та Московією за територію Сіверщини спонукали до узгодження кордонів. У жовтні 1634 року в документах уперше згадується Конотоп: король Речі Посполитої Владислав IV Ваза надав землевласнику Миколі Цетисову та його нащадкам у володіння землі під Конотопом, Городищем, Єзучем.
Прикордонні суперечки тривали до 1637 року. Московія наполягала на приналежності конотопських земель до Путивльського повіту, тому кордон у районі Конотопа не визначився. Річ Посполита за цей час збудувала укріплення на злитті двох річок — Єзуча та Конотопки, на місті старого «дитинця», саме на тих землях, що належали путивлянину Никифору Яцині. У 1635 році шляхтич Підкова заснував садибу Новоселиця, поблизу якої староста побудував фортецю Конотоп.

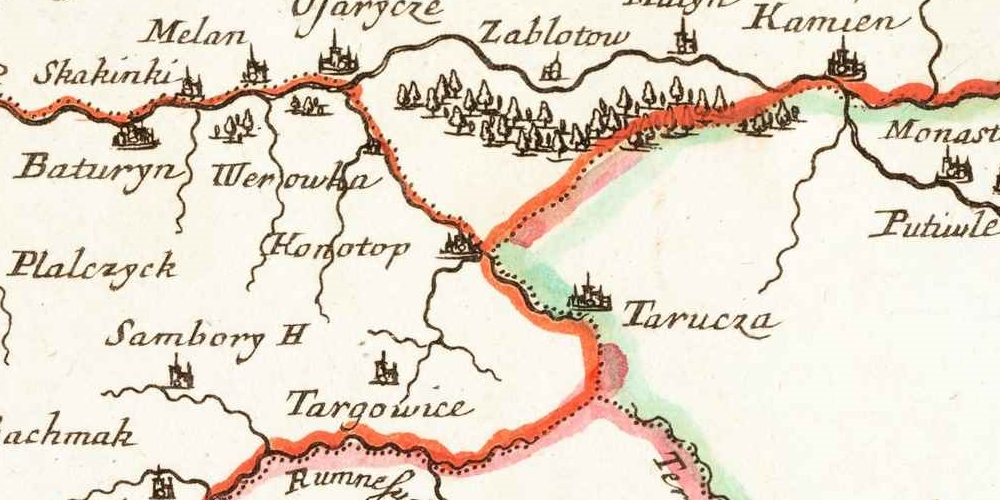
Конотоп на мапі Ніколя Сансона 1665 року

Перші поселенці Конотопщини — вільні люди, та поступово козацька старшина закріпачувала козаків, відбирала землі та примушувала працювати на себе, з'явилися великі землевласники. 1640 року укріплення за розпорядженням новгород-сіверського старости Олександра Пісочинського перебудовано в доволі міцну фортецю. Вона мала чотирикутну форму, вали й укріплені деревом стіни. Довжина кожної зі стін фортеці становила приблизно 100 сажнів. До фортеці вело троє воріт: київські, путивльські та роменські. На місці, де був замок, досі існують залишки валів.

### Козацька доба

План Конотопа, кінець XVII — початок XVIII ст.

У роки Хмельниччини 1648—1654 рр. Конотоп стає сотенним містечком. Землями Конотопщини у XVII ст. проїздили українські та московські посольства, їх урочисто зустрічали в Конотопі та найближчих селах. Особливо пожвавились відносини після звернення Богдана Хмельницького до московського царя Олексія Михайловича з пропозицією вступити в боротьбу за польський престол після смерті короля Владислава IV. 2 квітня 1649 року жителі міста вітали московське посольство на чолі з Г. Унковським, яке прибуло в Україну для переговорів з Б. Хмельницьким. За п'ять верст до міста посланців зустріли конотопський сотник та понад 100 козаків з прапорами: «…а у города стояли пешие люди по обе стороны с ружьем, а как вошли в город, и в городе стреляли из пушек».
Унаслідок Білоцерківського договору 1651 року шляхта Київського, Брацлавського та Чернігівського воєводств отримала право повертатись у свої маєтки. Щойно польська шляхта з'явилася біля стін укріплення, конотопці залишили місто і пішли до Путивля, де московська адміністрація надавала втікачам землі для заселення. 1652 року внаслідок перемоги військ Богдана Хмельницького під Батогом Україною прокотилась низка антипольських повстань. Конотопці теж піднялися на боротьбу, вигнавши шляхту з міста. З цими подіями пов'язане так зване «конотопське диво», описане Архієпископом Чернігівським і Ніжинським Філаретом (Гумілевським). Згідно з переказами, після вигнання польського гарнізону у фортеці залишався жити староста Сосновський з дружиною та п'ятьма дітьми. Повсталі конотоп'яни звинуватили старосту у зраді та вбили його разом із родиною, а тіла повкидали в колодязь, де вони пролежали три місяці. На свято Воздвиження Хреста Господнього вода в колодязі раптово піднялась на 20 метрів і піднесла тіла вбитих зовсім без ознак тління. Лише після того, як родину поховали неподалік колодязя за християнським звичаєм, вода пішла донизу.
Після укладення Гадяцької угоди гетьманом Іваном Виговським московський цар Олексій, аби не втратити Україну, посилає армію під командуванням князя Г. Ромодановського, а пізніше ще одну армію — О. М. Трубецького. Розпочинається московсько-українська війна 1658—1659.
21 квітня 1659 року розпочалася облога Конотопа, у якому оборонялись козаки на чолі з полковником Г. Гуляницьким. 27 червня 1659 року на допомогу містові прийшов гетьман Іван Виговський з військом, а 28 червня відбулася славнозвісна Конотопська битва, у якій українське козацьке військо вщент розгромило армію московитів. Заболочена місцевість поставила московитську кінноту й артилерію в складне становище. Два тилові удари: один завдали ординці із засідки в урочищі Пуста Торговиця, другий — І. Виговський з козаками в районі нинішнього села Шаповалівка, вирішили долю битви. За короткий час полягло 20—30 тисяч московитських воїнів, до рук переможців потрапило безліч трофеїв, зокрема великий прапор війська. Поразка змусила Трубецького зняти облогу Конотопа та відступити до Московщини.
У січні 1664 року польська армія короля Яна II Казимира захопила та розорила Конотоп. На той момент містечко було обнесене земляним валом і поділене на три частини: «велике місто», «мале місто» і панський двір. У «великому місті» проживало бідне населення; у середині цього «міста» було розташовано «мале місто», де мешкали заможні козаки. У центрі «малого міста» були двори сотенної старшини. Населення становило 2 800 козаків і міщан, які займалися землеробством і торгівлею.

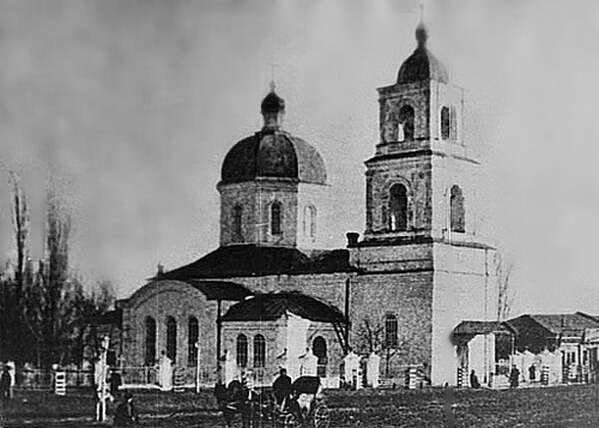
Собор Різдва Богородиці (1732—1739 рр.) — колись найголовніша пам'ятка міста

Основною галуззю сільського господарства місцевих селян було землеробство, сіяли пшеницю, жито, гречку, овес і просо. Козацька старшина, заможні козаки та міщани займались борошномельним промислом. На річці Конотопка було дві греблі, де діяло 2 водяні млини. 17 червня 1672 року в селі Козацьке відбулась козацька рада, яка обрала гетьманом Лівобережної України генерального суддю Івана Самойловича. Було прийнято та підписано договірні умови — «Конотопські статті». З цього часу на конотопські землі почали переселятися вихідці з Правобережної України: Кандиби, Лизогуби, Радичі, Харевичі. Коли 1674 року встановився поштовий зв'язок Лівобережної України з Москвою, через Конотопщину пройшов поштовий тракт Москва—Путивль—Київ.
Протягом Північної війни 1700—1721 років російські війська під проводом О. Меншикова 2 листопада 1708 року знищили Батурин. Конотоп готувався до оборони від шведів. 16 листопада 1708 року козаки Великого та Малого Самборів разом з конотопською сотнею розбили поблизу Конотопа шведський загін генерала Лінрота, ад'ютанта Карла XII. У 1711 році Конотопська сотня налічувала 701 двір і мала 4 курені. За часів гетьмана Кирила Розумовського Конотоп належав до рангових маєтностей генерального обозного Кочубея. За даними ревізії 1751 року у Ніжинському полку, до якого входила і Конотопська сотня, було 2 928 дворів виборних козаків та 5 977 дворів помічників. За описом 1765—1769 років у Конотопській сотні було 58 сіл та хуторів, у Попівській — 17. Населення Конотопа становило 3 100 жителів.
1751 року згідно з універсалом гетьмана Кирила Розумовського Конотоп на 30 років стає особистою власністю генерального обозного Кочубея. У 80-х роках XVIII ст. Конотопщиною прокотилася хвиля селянських повстань, тут діяв загін під проводом Семена Гаркуші.

### У складі Російської імперії
Протягом багаторічної історії Конотопщини її межі багаторазово змінювалися внаслідок адміністративних реформ. 1781 року за наказом Катерини II були створені намісництва. Спочатку Конотопщина увійшла до складу Новгород-Сіверського намісництва, а 1791 року — до Чернігівської губернії. Населення міста тоді становило 4 930 осіб. У червні 1782 року з'явився план Конотопа і був затверджений герб міста: на червоному французькому геральдичному щиті зображено золотий козацький хрест, під ним срібний півмісяць, над хрестом — шестипроменева зірка. Управління містом здійснювали міська дума і магістрат, де всі посади були виборними, але фактично належали міській козацькій верхівці. Наприкінці XVIII ст. в місті був кам'яний собор, п'ять церков; також 1 614 будинків, 55 торгових лавок, 2 притулки. При кожній церкві діяла парафіяльна школа.
1803 року імператор Олександр І затвердив проєкт перепланування міста, який охоплював майже всю територію з передмістям. У проєкті пропонувалося розбити нові вулиці на квартали, відповідно старі вулиці мали бути випрямлені. Центр міста повинен був розміщуватися на території «городка», тобто там, де була фортеця. Через нього проходили вулиці, що виходили на шляхи до Ромен, Батурина, Глухова та Путивля. Проєкт перепланування 1803 року був виконаний частково.
1783 року українські козацькі полки було реорганізовано в регулярні полки на зразок російської армії. Під час війни 1812 року на Конотопщині створюються загони народних ополченців. Уже 20 серпня перший загін конотопських ополченців під командуванням штабс-капітана Черниша направився в Новозибків для з'єднання з російською армією. Для боротьби з інтервентами створювались і козацькі полки. Понад дві тисячі козаків і селян повіту брали участь у боротьбі проти французів.
Генерал-майор, командувач артилерії 6-го піхотного корпусу Василь Костенецький за відвагу, проявлену в Бородінському бою, був нагороджений орденом Георгія III ступеня і позолоченою шпагою з написом «За хоробрість». У міському краєзнавчому музеї досі зберігається бойовий прапор ополчення 1812 року.
У середині XIX ст. населення міста зросло до 9 тисяч чоловік. Справами міста відали Міська дума і ратуша. Існували Сирітський та словесний суди, Міське депутатське зібрання та квартирна комісія. Після скасування кріпацтва 1861 року розпочинається бурхливий розвиток капіталізму, триває будівництво залізниць. Протягом 1868—1870 рр. була збудована Курсько-Київська залізниця, яка пройшла через Конотоп. Рух через місто було відкрито 17 грудня 1868 року. Цього ж року було збудовано залізничний вокзал, депо, головні залізничні майстерні. Тоді ж прокладено залізницю «Ворожба—Конотоп», яка з'єднала села Конотопського повіту з містом. 1875 року розпочалося будівництво лінії від Конотопа до Москви. У 1890-х стає до ладу залізниця «Москва—Брянськ—Конотоп». Конотоп стає важливою вузловою станцією на лінії Московсько-Воронезько-Київської залізниці.
Особливо Конотоп почав розбудовуватися після того, як через нього пройшла залізниця. Розширювалося новими забудовами залізничне містечко, зводились школи, магазини, лікарня.
1862 року внаслідок великої пожежі у Конотопі згоріло понад 300 дерев'яних будівель, а сума збитків перевищила 200 тисяч карбованців. Ця подія дала поштовх прискоренню розбудови міста. Для подолання неписьменності працювали церковно-парафіяльні школи, 1890 року було відкрито залізничне училище, 1898 року почала працювати жіноча гімназія. Через чотири роки міське двокласне училище реорганізували у чотирикласне, а 1905 року почало свою роботу комерційне училище. З 1870 року в Конотопі проходили з'їзди вчителів Чернігівської губернії. Загалом початок XX століття у місті пожвавився бурхливим культурним життям: влітку в міському парку працював театр, 1900 року з ініціативи історика та земського діяча О. Лазаревського був створений міський музей та архів при Конотопському земстві, а 1901 року почала діяти бібліотека та народний будинок тверезості.
На початку XX ст. Конотоп стає одним з важливих промислових центрів Лівобережної України. Важкі умови праці, жорстока експлуатація робітників, низькі соціальні умови життя обурювали працівників. Так, 1899 року робітники головних залізничних майстерень організували виступ на захист своїх соціальних прав, у якому взяли участь понад 600 осіб. 1900 року виникла перша соціал-демократична група, представники якої займались пропагандистською роботою серед робітників залізничних майстерень. Вони привозили з Києва, Курська, Харкова листівки, прокламації й літературу.
Розвиток промисловості сприяв і зростанню кількості населення міста, яке 1904 року сягнуло 19 404 осіб. Збільшилася й кількість будівель (до 2090 одиниць), 55 з яких були мурованими. На той час містом керувала Міська управа, до якої входили поліційна та пожежна команди, лікарня на 40 ліжок, 2 аптеки, 4 фельдшери, 1 ветеринарна частина, 5 ветеринарів, міська лазня і друкарня. З 1891 року в Конотопі розпочалося брукування вулиць камінням на земські кошти.
У 1904 році в Конотопі євреї становили 32 відсотки населення. Станом на 1925 рік у Конотопі мешкало 6266 євреїв. Згідно з урядовими постановами, десятки єврейських сімей 1925 р. переселилися на південь, а 1929 року — в Біробіджан.

### XX століття

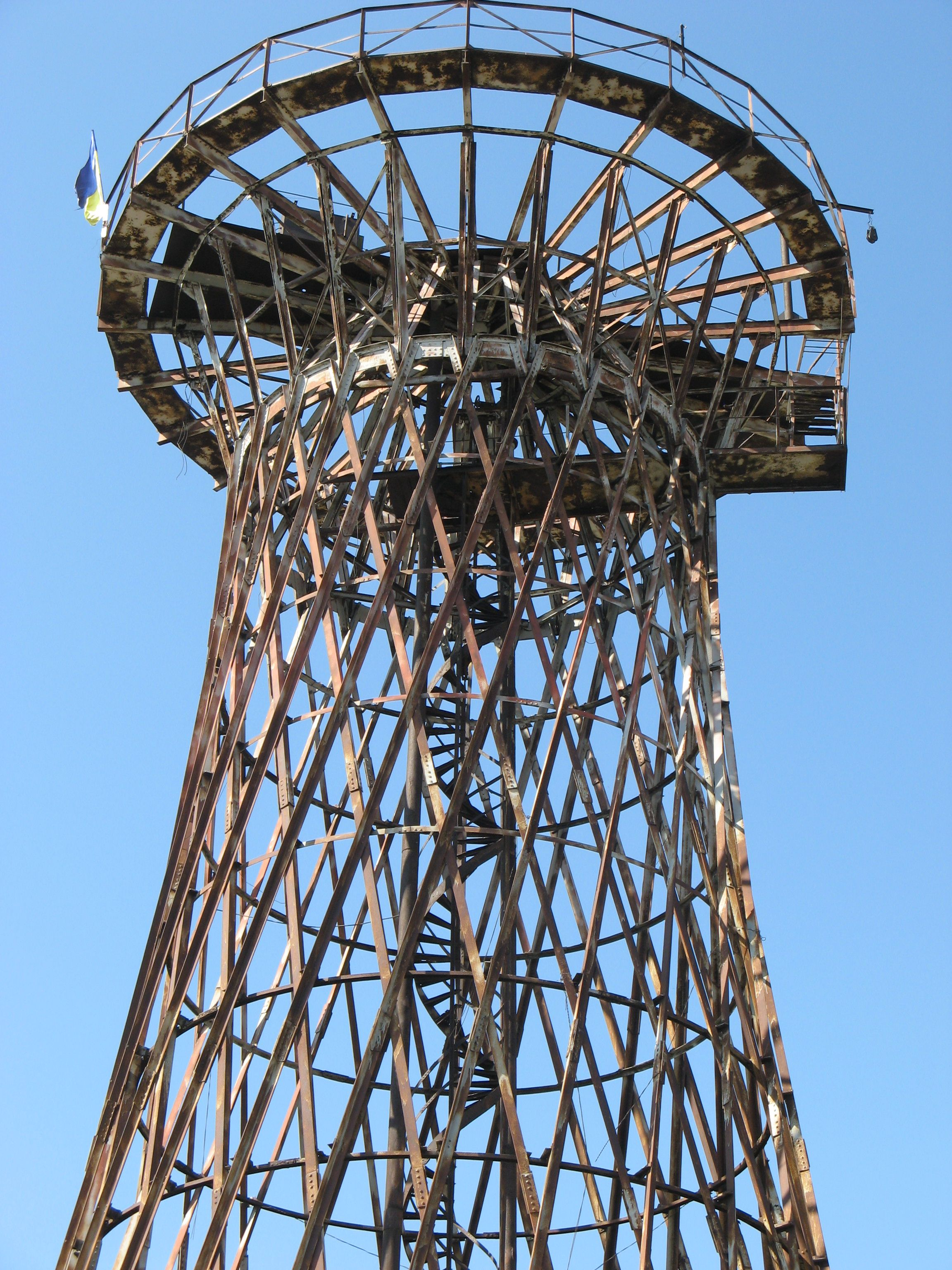
Водогінна вежа, споруджена протягом 1928—1929 рр. за проєктом Володимира Шухова

У роки революції (1905—1907) залізничники Конотопа та жителі повіту брали активну участь у революційних подіях. Після проголошення загального страйку в Москві 7 грудня 1905 року залізничники Конотопа підтримали його, блокуючи проїзд поїздів через станцію Конотоп. Після введення імперських військ залізничники міста активізували свої дії.
Перша світова війна лягла тягарем на плечі жителів Конотопщини. На фронт було мобілізовано майже половину дорослого чоловічого населення, а під час Української революції регіон стає ареною бойових дій військ Центральної Ради, Червоної армії, Денікіна, австро-німецьких військ. На початку 1918 року на Конотопському залізничному вузлі несли службу перша козацька піша стрілецька дивізія («сірожупанники») з полонених українців російської армії, полк ім. Дорошенка (1 200 багнетів) на чолі з курінним В. Пелещуком та сформований з місцевих добровольців Курінь смерті імені Кошового Івана Сірка під керівництвом отамана Ангела.
У 1921—1923 рр. у Конотопі діяло 100 дрібних підприємств легкої, харчової, будівельної промисловості; 8 шкіряних заводів; механічний, миловарний, пивоварний заводи; 2 друкарні, 2 кондитерські фабрики тощо.
1923 року місто стає центром двох новоутворених адміністративно-територіальних одиниць: Конотопського району та Конотопської округи, до складу якої входило 15 районів із населенням до 600 тисяч чоловік. Населення міста тоді становило 29 тисяч жителів.
1932 року з утворенням перших п'ятьох областей УСРР Конотоп увійшов до складу Київської області, пізніше з 1932 до 1939 року місто було підпорядковано Чернігівській області, а після створення Сумської області в січні 1939 увійшло до її складу як райцентр обласного підпорядкування.
Під час організованого радянською владою Голодомору 1932—1933 років помер щонайменше 2471 житель міста. З церков Конотопщини було вилучено декілька пудів золотих і срібних прикрас і церковних речей на допомогу голодуючим.
Під час сталінських репресій 1930-х років постраждали десятки конотопців і жителів навколишніх сіл. Найвідомішими жертвами з них були поети Павло Коломієць і Василь Басок, письменник Олександр Соколовський та історик-краєзнавець Василь Різниченко, автор багатьох історико-краєзнавчих нарисів і книг з історії Лівобережної України та Конотопщини.
1939 року в Конотопі проживало вже 50 тисяч населення.
У 1939–40 рр. місто обласного підпорядкування

#### Друга світова війна
Через 79 днів після початку німецько-радянської війни 9 вересня 1941 року Конотоп був зайнятий німецькими військами. До того часу обладнання з промислових підприємств «Червоний металіст» та КПВРЗ евакуювали на схід. Надалі в Конотопському районі було встановлено військове управління, що здійснювалося місцевою комендатурою. Протягом німецької окупації загинуло понад 3 800 осіб, 30 тисяч військовополонених та мирних мешканців Конотопа були розстріляні.
Жителі Конотопа брали участь у Другій світовій війні. Наприкінці серпня 1941 був створений Конотопський партизанський загін, який згодом приєднався до Путивльського загону під командуванням Ковпака і ввійшов до складу Сумського партизанського з'єднання.
16 серпня 1943 року Ставка ВГК уточнила завдання військам Центрального фронту, яким слід «наступать в общем направлении на Севск, Хутор-Михайловский и… в дальнейшем развивать наступление в общем направлении на Конотоп».

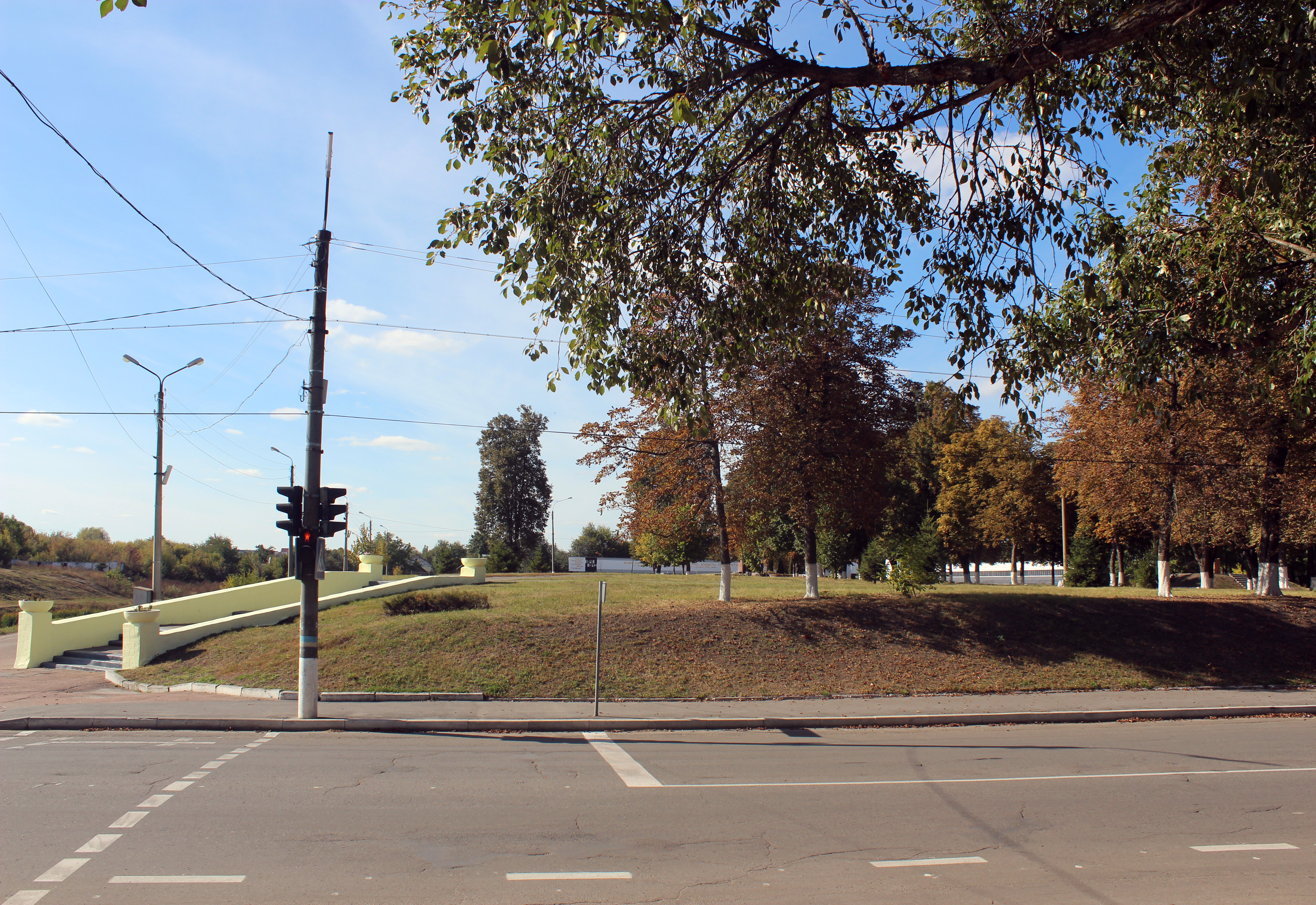
Вхід до меморіалу слави з боку міської гімназії

Місто захопили війська Центрального фронту Червоної армії під командуванням генерала Костянтина Рокоссовського під час Чернігівсько-Прип'ятської операції. Особливо відзначилася 60-а армія генерала Черняхівського І. Д. На Конотопському напрямку запеклі бої вів 77-й стрілецький корпус генерал-майора Козлова Петра Михайловича, до складу якого входили: 143-а стрілецька дивізія полковника Лукіна Дмитра Івановича, 132-а стрілецька дивізія генерал-майора Шкрильова Тимофія Калиновича, 280-а стрілецька дивізія генерал-майора Голосова Дмитро Миколайовича, 65-й гвардійський мінометний полк майора Павлова М. О. Їх підтримувала 221-а бомбардувальна авіаційна дивізія полковника Бузильова; з вищезазначеними підрозділами взаємодіяли: 226-а стрілецька дивізія, 248-а курсантська стрілецька бригада, 108-а танкова бригада та 4-а повітряно-десантна дивізія. У ніч з 5 на 6 вересня 1943 року передові частини РСЧА вступили до міста з боку Загребелля і Сарнавщини, просуваючись до центру міста, звідти на світанку 6 вересня до станції Конотоп, придушуючи на своєму шляху залишки німців в районах хлібзаводу та залізничного переїзду. О 16:30 цього дня радянські війська повністю зайняли місто.
Із фронту не повернулось понад 15 тисяч чоловік. 14 конотопців було нагороджено званням Героя Радянського Союзу. За визволення Конотопщини 65-му гвардійському мінометному полку, 143-й та 280-й стрілецьким дивізіям було надано звання «Конотопських». Звання Героя Радянського Союзу присвоєно уродженцям міста Ю. Г. Цитовському, С. Ф. Проценку. М. Л. Краснянський нагороджений звання Героя Соціалістичної Праці; їхніми іменами назвали площі, вулиці та школи міста.

#### Повоєнний час
Після звільнення міста та району у вересні 1943 року розпочалася відбудова народного господарства та будівництво. Спочатку був відновлений залізничний рух у напрямку Бахмача. До кінця 1943 року закінчилась відбудова першої черги паровозного депо, міської електростанції, відновив свою роботу завод «Червоний металіст», хлібозавод. У грудні 1949 року в місті шляхом народного будівництва пущений трамвай, чотири роки потому (1953) замість зруйнованого збудований новий залізничний вокзал. Будинок культури заводу «Червоний металіст» відкрито 1954 року. Протягом усього десятиріччя докладалися зусилля з увічнення пам'яті загиблих воїнів німецько-радянської війни. У 1955—1956 рр. останки колишніх воїнів перенесли до братських могил. 1967 року відкритий Конотопський міський меморіальний комплекс Великої Вітчизняної війни та побудована Конотопська дитяча залізниця, яка, втім, у 70-х роках була розібрана та вивезена з міста та згодом не відновлювалась. 1972 року почав працювати завод з виробництва поршнів, а 1973 року — арматурний завод. 1974 року збудовані корпус технікуму транспортного будівництва та Будинок культури КВРЗ. 1977 року перші студенти розпочали навчання в новому комплексі Індустріально-педагогічного технікуму.

### Доба незалежності
Наявний вигляд міста сформувався внаслідок повоєнної забудови та будівництва в 70—80 роках XX сторіччя.
2008 року було облаштовано та урочисто відкрито Конотопський бульвар у середмісті разом із декоративною скульптурою коня, що є неофіційним символом міста. 6 вересня 2008 року відбулося урочисте відкриття першої експозиції Музею авіації Конотопа, яка представлена гелікоптерами: Мі-2, Мі-8Т, Мі-24А, Мі-24В, велетень Мі-6АЯ та літак Л-39.

### Російсько-українська війна
Конотоп прийняв на себе удар у перший день російського вторгнення 2022 року — 24 лютого, близько о 18-й годині, змішана колона до 300 одиниць російської техніки наблизилась до міста, вступивши в бій з підрозділами Збройних сил України, які затримали просування ворога.
25 лютого о 3:35 ранку місто було взяте російською армією в облогу. Сухопутні війська повідомили, що російські сили, які оточили місто, були погано забезпечені та зупинилися. Проте пізніше того дня українські сили таки втратили контроль над містом. У ніч з 26 на 27 лютого російські окупанти почали облаштовувати блокпости на околицях міста.
2 березня орієнтовно об 11-й годині військові РФ вимагали в місцевої влади передати місто під їхній контроль під погрозами артилерійського обстрілу. Українська сторона відкинула ультиматум, повідомивши про готовність містян чинити опір, після чого окупанти відійшли за межі міста.
Протягом усього березня Конотоп перебував в оточенні, а прилеглі населені пункти контролювалися та постійно обстрілювалися російськими військовими. З 1 по 4 квітня відбувалося накопичення російських військових у сусідніх населених пунктах, але вже за декілька днів окупанти залишили Сумщину, а рештки їхніх підрозділів було зачищено.
2023 року в рамках подальшої декомунізації та дерусифікації міська рада відзначилася перейменуванням міських вулиць, зокрема на честь живих людей. Так, вулицю на честь російського письменника Тургенєва було замінено на Валерія Залужного, дві вулиці отримали назви Остравська та Даніеля Моріса (на честь чеської Острави та представника міської влади, які як гуманітарну допомогу поставили Конотопу 10 вживаних автобусів), вулицю Красногірську з історичною назвою XVIII ст. було перейменовано на Варшавську. Ініціатива викликала неоднозначну оцінку, оскільки її обговорення відбувалося виключно в інтернеті та без участі місцевих жителів.